# Liste des sites mégalithiques dans le district de Guarda
Cette liste non exhaustive recense les principaux sites mégalithiques dans le district de Guarda, au Portugal.

## Liste
| Site                  | Type   | Municipalité       | Notes               | Coordonnées                 | Image |
| --------------------- | ------ | ------------------ | ------------------- | --------------------------- | ----- |
| Dolmen de Carapito I  | Dolmen | Aguiar da Beira    | Groupe de 4 dolmens | 40° 44′ 48″ N, 7° 28′ 00″ O |       |
| Anta de Pedra de Anta | Dolmen | Almeida            |                     | 40° 30′ 40″ N, 6° 52′ 49″ O |       |
| Menhir de Longroiva   | Menhir | Mêda               |                     |                             |       |
| Anta de Cortiçô (pt)  | Dolmen | Fornos de Algodres |                     | 40° 40′ 15″ N, 7° 30′ 19″ O |       |
| Dolmen de Matança     | Dolmen | Fornos de Algodres |                     | 40° 40′ 08″ N, 7° 31′ 57″ O |       |
| Anta da Pedra da Orca | Dolmen | Gouveia            |                     | 40° 30′ 01″ N, 7° 39′ 17″ O |       |
| Anta de Paranhos      | Dolmen | Seia               |                     | 40° 29′ 26″ N, 7° 48′ 22″ O |       |
| Anta de Pera do Moço  | Dolmen | Guarda             |                     | 40° 36′ 45″ N, 7° 12′ 11″ O |       |